# Heterophyes nocens
Heterophyes nocens är en plattmaskart. Heterophyes nocens ingår i släktet Heterophyes och familjen Heterophyidae. Inga underarter finns listade i Catalogue of Life.